# Manteca (Kalifornija)
Manteca je grad u američkoj saveznoj državi Kalifornija. Prema popisu stanovništva iz 2010. u njemu je živjelo 67.096 stanovnika.